# Giải Hình học Oswald Veblen
Giải Hình học Oswald Veblen (tiếng Anh: Oswald Veblen Prize in Geometry) là một giải thưởng của Hội Toán học Hoa Kỳ dành cho các công trình nghiên cứu nổi bật trong lãnh vực Hình học hoặc Tô pô. Giải được thiết lập năm 1961 để tưởng niệm Oswald Veblen và được trao mỗi 3 năm.
Hiện nay số tiền thưởng của giải là 5.000 dollar Mỹ.

## Các người đoạt giải
- 1964 Christos Papakyriakopoulos
- 1964 Raoul Bott
- 1966 Stephen Smale
- 1966 Morton Brown và Barry Mazur
- 1971 Robion Kirby
- 1971 Dennis Sullivan
- 1976 William Thurston
- 1976 James Harris Simons
- 1981 Mikhail Gromov
- 1981 Shing-Tung Yau
- 1986 Michael Freedman
- 1991 Andrew Casson và Clifford Taubes
- 1996 Richard Hamilton và Gang Tian
- 2001 Jeff Cheeger, Yakov Eliashberg và Michael J. Hopkins
- 2004 David Gabai
- 2007 Peter Kronheimer và Tomasz Mrowka; Peter Ozsváth và Zoltán Szabó
- 2010 Tobias Colding và William Minicozzi II; Paul Seidel
- 2013 Ian Agol và Daniel Wise
- 2016 Fernando Codá Marques và André Neves
- 2019 Xiuxiong Chen, Simon Donaldson và Song Sun